# Bulbophyllum kautskyi
Bulbophyllum kautskyi là một loài phong lan thuộc chi Bulbophyllum.